# Parmelia
Пармелія (Parmelia) — рід лишайників родини Parmeliaceae. Назва вперше опублікована 1803 року.

## Будова
Слань листувата, розрізано-лопатева, у вигляді великих розеток, прикріплена до субстрату ризинами, рідше вільна. Лопаті різноманітні: вузькі або широкі, сильно або слабо розгалужені, плоскі або випуклі, щільно зімкнені або розділені. Верхня сторона від білувато-сіруватої та жовтуватої до коричневої та чорної, матова або блискуча; нижня — від білуватої або світло-коричневої до чорної. Ризини добре розвинені, прості або розгалужені. Часто розвиваються соредії та ізидії різної форми. Апотеції леканорового типу, сидячі або на ніжках. Спори одноклітинні, безбарвні, від еліптичних до кулястих, по 8 у сумці. Часто види роду розвиваються як епіфіти на корі дерев, рідше — на ґрунті, скелях. В Україні найпоширенішим видом роду є пармелія борозенчаста (P.sulcata). Характерною ознакою цього виду є розтріскані вузькими щілинами сітчасті зморшки верхнього корового шару (боріздчасті соралі), в яких виступають соредії.

## Класифікація
В останні роки рід Пармелія був розділений на ряд менших родів за морфологією талому.

## Поширення та середовище існування
Зростає по всій планеті від Арктики до антарктичного континенту, але зосереджений у помірних регіонах. Є приблизно 40 видів в Parmelia.

## Гелерея

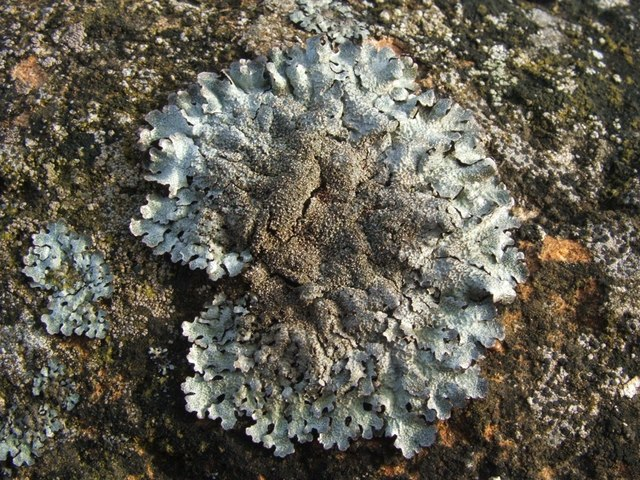
Parmelia saxatilis
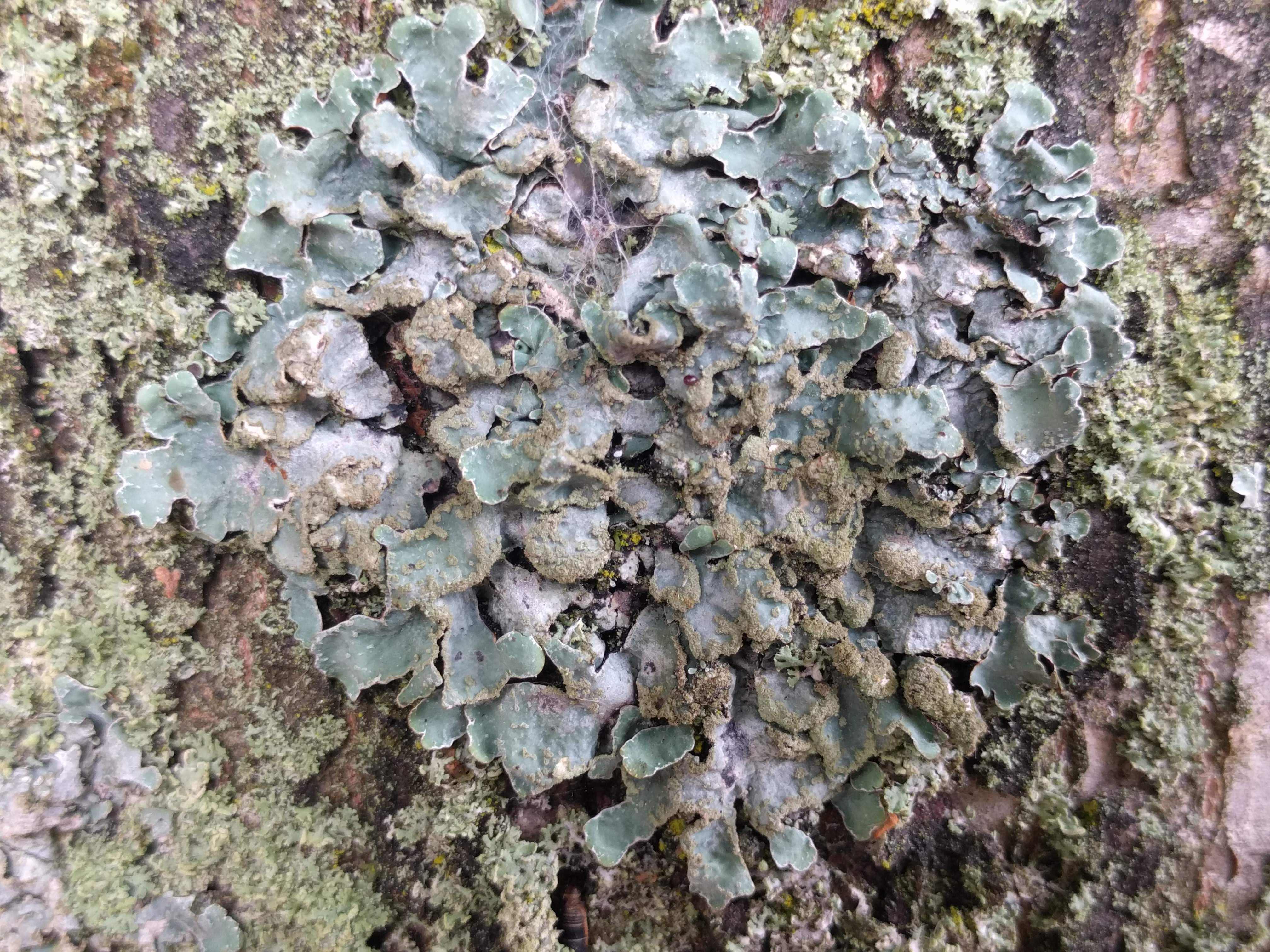
Parmelia sulcata
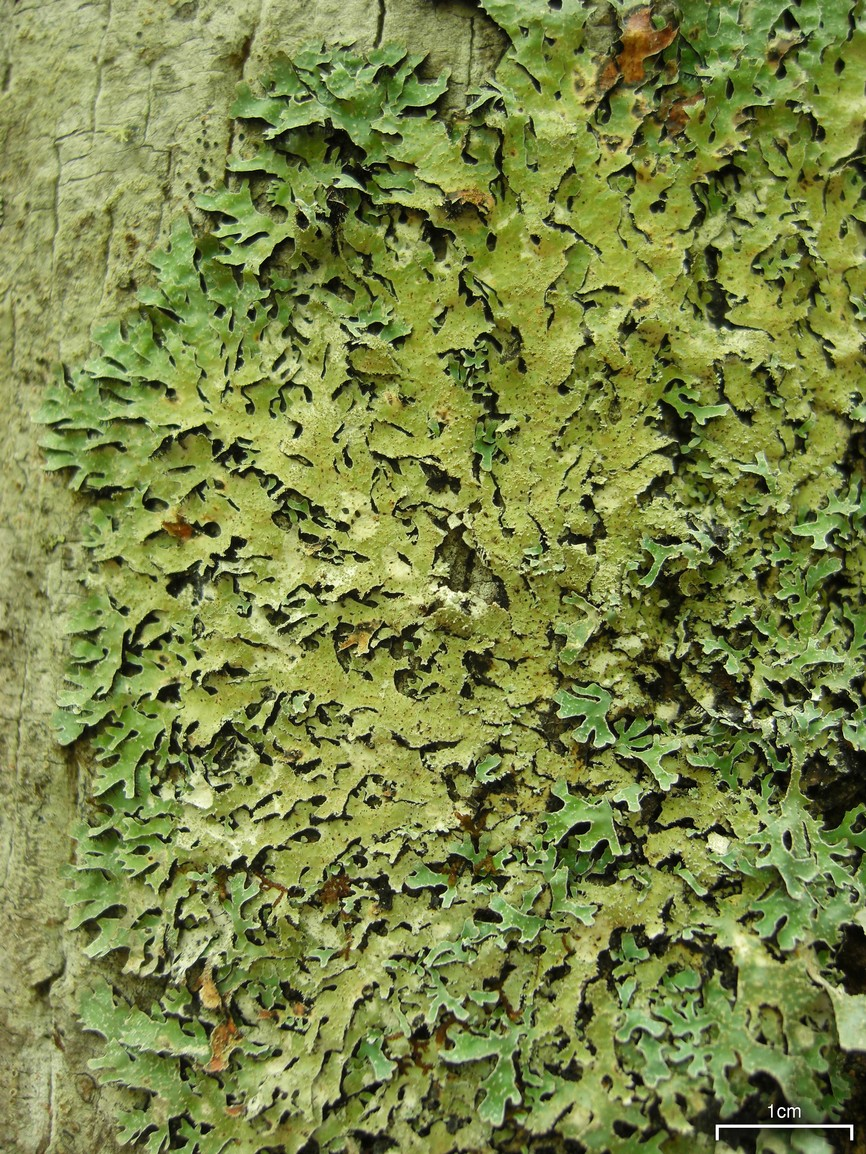
Parmelia squarrosa